# Паламаренко, Анатолий Нестерович
Анатолий Нестерович Паламаре́нко (род. 1939) — советский и украинский чтец. Герой Украины (2009 год). Народный артист Украинской ССР (1979 год). 

## Биография
Родился 12 июля 1939 года в городке Макарове на Киевщине, в семье колхозников Елизаветы Авксентьевны и Нестора Тимофеевича.

### Семья
В семье подрастало четверо детей, самым маленьким был Анатолий. Детство пришлось на годы Великой Отечественной войны. Немецкая оккупация продолжалась в Макарове с 10 июля 1941 года по 7 ноября 1943 года. Отец Анатолия был связным между местным подпольем и партизанским отрядом. Летом 1943 года его схватило гестапо и отправило в концлагерь Бухенвальд. Домой он вернулся только летом 1945 года.
Сестру Анатолия Софию летом 1942 года нацисты отправили на работу в Германию. Старший брат Алексей в 1943 году был призваван в РККА.

### Образование
С малых лет Анатолий Паламаренко увлекался художественным словом. По окончании макаровской средней школы учился в Белгород-Днестровском культурно-просветительском техникуме. Потом — Киевский театральный институт (класс В. А. Нелли).

### Деятельность
Как профессиональный актёр начал свою деятельность в Хмельницком театре имени Г. И. Петровского.
С 1962 года — артист эстрады в Национальной филармонии УССР.
Анатолий Несторович читает цикл лекций студентам национальных университетов имени Т. Шевченко и Н. Драгоманова, свой предмет артист назвал «Слово».
Также читает курс «Сценическая речь» в музыкальной академии Украины имени П. И. Чайковского.

## Награды и звания
- Герой Украины (с вручением ордена Державы, 12 июля 2009 года — за выдающиеся личные заслуги перед Украиной на ниве сохранения и приумножения национальной культурной сокровищницы, последовательную гражданскую позицию в отстаивании принципов высокой морали и духовности, многолетнюю плодотворную творческую деятельность).
- Орден князя Ярослава Мудрого V степени (2009 год)[3]
- Орден «За заслуги» ІІІ степени (1996 год)[4].
- Народный артист Украинской ССР (1979 год)
- Национальная премия Украины имени Тараса Шевченко (1993 год) — за концертные программы последних лет
- Почётная грамота Кабинета Министров Украины (17 сентября 2003 года)[5]